# Der letzte Schneeball trifft
Der letzte Schneeball trifft ist ein Kinderhörspiel von Rainer Gussek und Bernhard Lassahn. Das Hörspiel war ein Gemeinschaftsprojekt von NDR, WDR, HR, RB und der Kinderzeitschrift Geolino und wurde der Februarausgabe 2001 der Geolino beigefügt.

## Personen
Hauptpersonen sind Emily, Kim, der aus der Kinderzeitschrift Geolino bekannte Roboter, der liebevoll „Lino“ genannt wird, Mr. Schulz, der seinen Bauernhof für die Spiele zur Verfügung gestellt hat und der Detektiv Coldfinger (hier wird auf den Schurken Goldfinger aus dem gleichnamigen James-Bond-Film mit angespielt).

## Inhalt
Die zwölfjährige Emily und die Kinder aus ihrer Schule haben eine großartige Idee: Warum nicht eigene Olympische Spiele veranstalten, bei denen der Sport und nicht Geld und Werbung im Mittelpunkt stehen? Nachdem immer mehr Schulklassen aus ganz Deutschland und schließlich auch der ganzen Welt von dieser Idee begeistert sind und eigene kleine Wettbewerbe an ihren Schulen veranstaltet haben, finden ein paar Monate später die so genannten „anderen Olympischen Winterspiele“ statt. Die Sportarten sind allerdings sehr skurril. Da gibt es zum Beispiel Schokoladeneis-Wettschlecken, Eiszapfen-Dauerlutschen, Füße-Warmstampfen, Walrosswettzähneputzen, Schimpfwörterschlittschuhlaufen, Wettzittern, den Pinguin-Snowboard-Cup oder das Eisblock-Zerkreischen. Auch die Kinder aus anderen Ländern haben tolle Ideen, z. B. Vatinare en Schokolat, Tennis cou Kamridnam, Gakakaschnjewu, Nupoldenjieve oder Memorie-Slodowenikoskanowe. Doch dann bekommt Emily, die den Wettbewerb organisiert, seltsame E-Mails, in denen ein Unbekannter verlangt, die Spiele abzubrechen. Als Emily sich weigert, den Wettbewerb abzubrechen, geschehen immer mehr Unfälle. Die Medaillen werden gestohlen und vieles mehr passiert.
Emily macht sich zusammen mit Max, Lino und dem Detektiv Goldfinger auf die Suche nach dem Ursprung der Unfälle.
Am Ende kommt heraus, dass Direktor Manfred Malzeit, der Eigentümer der „Goldschokowerke“, für die Unfälle verantwortlich ist, weil er der Hauptsponsor der richtigen Olympischen Spiele ist und gefürchtet hat, dass keiner mehr seine Schokoriegel kaufen will.
In das Hörspiel sind die besten Ideen eines Hörer-Wettbewerbs eingeflossen. Es ging darum, verrückte Sportarten zu erfinden.

## Besetzung
Sprecher sind unter anderem Hermann Lause, Peter Kaempfe, Benjamin Utzerath, Lara Wutz und Christoph Stadtler.
Regie führt Hans Helge Ott.